# Piedra Lobera
El monumento natural de Piedra Lobera es un espacio natural del sur de España que protege una peña situada en el término municipal de Lúcar, en la provincia de Almería (Andalucía). La declaración como Monumento Natural de Andalucía fue aprobada el 23 de enero de 2001.

## Descripción
Piedra Lobera o, popularmente conocida como La Risca, es un hito geográfico situado en el pico de Lúcar, de 1722 m s. n. m., enclavado en la sierra de Lúcar, que a su vez forma parte del Sistema Bético y de la comarca del Alto Almanzora. Piedra Lobera es, concretamente, una formación caliza de escarpadas paredes que destacan en el paisaje. Según la tradición, en este lugar se refugiaron los últimos lobos ibéricos (Canis Lupus Signatus) de la sierra de Lúcar.
Piedra Lobera alberga una importante flora adaptada a las condiciones del entorno, caracterizado por las heladas, la escasa pluviometría, los vientos fuertes y la prolongada insolación, así como por lo pedregoso del suelo. Algunas de sus especies son endémicas, como la Arenaria tomentosa, destacando también la madreselva del Pirineo (Lonicera pyrenaica) o la peonia. 
Complemento etnológico del monumento natural es el pueblo de Lúcar y su arquitectura tradicional, o el manantial de aguas termales de la pedanía de Cela, que da nacimiento a la llamada Balsa de Cela, abierta al baño.